# گیورگوس سفریس
گیورگوس سِفِریس (به یونانی: Γιώργος Σεφέρης) (زاده ۱۳ مارس ۱۹۰۰ – درگذشته ۲۰ سپتامبر ۱۹۷۱) یکی از مهم‌ترین پایه‌گذاران شعر معاصر یونان بود که از سال ۱۹۳۵ به‌این سو نفوذی بی‌پایان بر شاعران جوان کشور خود داشته است. اهمیت و اعتبار جهانی شعر او به حدی بود که در سال ۱۹۶۳ به دریافت جایزهٔ نوبل در ادبیات نایل آمد.
گیورگوس سفریس دیپلمات نیز بود و از سال ۱۹۵۷ تا ۱۹۶۲ سفیر یونان در بریتانیا بود.

## پیشینه
جورج سفریس که نام اصلی وی گیورگس استیلیانوس سفریاجیس می‌باشد در ۲۹ ژانویه ۱۹۰۰ در اورلا در منطقه اسمیرنا (ازمیر کنونی) در آسیای کوچک زاده شد. پدرش حقوق‌دان و شاعر بود و او نیز راه پدر را برگزید. از سال ۱۹۱۸ تا ۱۹۲۴ در پاریس به تحصیل حقوق پرداخت و با دنیای شعر و ادب انس گرفت. سپس یک سال و نیم در انگلستان گذاراند و در سال ۱۹۲۶ وارد خدمات سیاسی کشورش شد و بیش‌تر عمر خود را در مقامات گوناگون سیاسی در خارج از یونان سپری کرد. ده سال آخر زندگی سیاسی‌اش را سفیر یونان در کشورهای مختلف خاورمیانه و سپس انگلستان بود. از چندین دانشگاه معتبر درجهٔ دکترای افتخاری گرفت، و هنگامی که ژنرال‌ها در یونان قدرت را به‌دست گرفتند حکومت دیکتاتوری آنان را محکوم کرد و به سال ۱۹۷۱ درگذشت.
در ۱۹ فوریه سال ۱۹۰۹ میلادی در سمیرن واقع در یونان به دنیا آمد. پدر وی یکی از وکلای برجسته دادگستری یونان بود. تحصیلات ابتدایی خود را در مدارس زادگاهش انجام داد، و در سال ۱۹۱۴ همراه خانواده اش به آتن آمد و چهار سال بعد به پاریس رفت و در دوره دانشکده حقوق پاریس را به پایان رساند. در سال ۱۹۲۵ به آتن بازگشت و وارد خدمت وزارت امور خارجه شد.

## ویژگی‌های اشعار
با این که سفریس سال‌های درازی دور از یونان زندگی کرده و گاه در آثارش تأثیراتی از شاعران پاره‌ای از کشورهای دیگر دیده می‌شود، شعرش از بنیان‌های سنّتی یونان باستان نشأت گرفته است. مایه‌های اساسی شعر او ترانه‌ها و آوازهای عامیانهٔ سنتی، با ادبیات کهن جزیره کرت و به‌ویژه شعر حماسی قرون وسطایی آن و اسطوره‌ها و افسانه‌های یونان باستان است؛ و بر چنین زمینه‌ای است که سفریس عناصر اساسی شعرش را استوار کرده است.
با این وصف، شعر او در پیوند با واقعیت‌های معاصر یونان است. او در شعرش نخست زمینهٔ شعریِ واقع‌بینانه‌ای را پدیدمی‌آورد و آن‌گاه شخصیت‌های افسانه‌ای و اسطوره‌ای را وارد صحنه می‌کند.
اسطوره و افسانه و سنت‌ها و ادبیات عامیانه، چندان در اشعار سفریس به هم تنیده شده است که درک آن را برای غیر یونانی‌ها دشوار می‌کند. گذشته از این، در این اشعار احساس «ویرانگی» نیز مشاهده می‌شود که وجه مشخصهٔ شعر بسیاری از شاعران بزرگ اروپایی، آمریکایی و انگلیسی سال‌های پس از جنگ جهانی اول است. همچنین علاقهٔ شدید سفریس به تجربه‌ها و نوآوری‌های شاعران فرانسوی معاصرش در سبک و آهنگ شعر، در همان ایّام، این احساس را به انسان القا می‌کند که او نیز چونان پل والری کوشش داشته است به شعر «ناب» دست یابد. در بسیاری از اشعاری که پس از سال ۱۹۳۵ سروده نفوذ تکنیکی تی. اس. الیوت و پاند نیز مشهود است.
با این همه، جوهر اصلی شعر سفریس تجارب شخصی اوست، که بیانگر برداشتی غم‌انگیز از زندگی است. و او چون شاعری «متعهد» کوشیده است هر آنچه را که از درد انسانی دریافته و احساس کرده در شعر خویش بازتاب دهد. در واقع سفریس شاعری است ملی‌گرا با دیدی جهانی.
هستهٔ اصلی بسیاری از اشعارش سفریس «جان» جاودانگی گذشته، دلتنگی‌های خیال‌آمیز، و درد وطن است. صحنه‌پردازی‌های او ساده و رؤیایی، و بیش‌تر مربوط به دریاست. امّا از گل و پرنده و سنگ و مجسمه‌های شکسته و خرابه‌ها نیز گاه در اشعار خویش سخن به میان می‌آورد. سبک و بیان شعری او نیز چون شاعران نمادگرا و فراواقع‌گرا بی‌پیرایه و فریبا و با ظرافت و زیبایی تغزلی همراه است.
ستراتیس دریانورد، یکی از شخصیت‌هایی است که در بسیاری از اشعار سفریس ظاهر می‌شود.

## کتابشناسی
اولین مجموعه اشعار او به نام لحظه حساس در سال ۱۹۳۱ منتشر شد. در سال ۱۹۴۶ ارتوکرینوس و سال بعد اشعار خیالی از وی منتشر گردید. هشت سال بعد نیز کتابی منتشر ساخت به نام قبرس تو مرا جادو کرده‌ای، اندکی بعد او برای مأموریت سیاسی به لندن بازآمد و تا سال ۱۹۶۲ که بازنشسته شد در آنجا باقی‌ماند. جایزه نوبل سال ۱۹۶۳ در ادبیات به خاطر اشعار زیبایش به وی تعلق گرفت.

## ترجمه آثار به فارسی
- گزیده شعرهای جورج سفریس[۲]- ترجمه عبدالله کوثری؛ ۱۳۹۰